# Naturschutzgebiet Stockumer Bach
Das Naturschutzgebiet Stockumer Bach mit einer Größe von 9,1 ha lag südwestlich von Arnsberg im Hochsauerlandkreis. Es wurde 1998 mit dem Landschaftsplan Arnsberg durch den Hochsauerlandkreis als Naturschutzgebiet (NSG) ausgewiesen. Seit 2021 gehört das Gebiet zum Naturschutzgebiet Arnsberger Stadtwald.

## Gebietsbeschreibung
Im NSG handelt es sich um das Bachtal des Stockumer Baches. Das Bachtal wird von Grünland eingenommen. Das Grünland wird meist beweidet.

## Schutzzweck
Das NSG soll das Bachtal mit Arteninventar schützen. Wie bei allen Naturschutzgebieten in Deutschland wurde in der Schutzausweisung darauf hingewiesen, dass das Gebiet „wegen der Seltenheit, besonderen Eigenart und Schönheit des Gebietes“ zum Naturschutzgebiet erklärt wurde.